# Erica Jong
Erica Jong (New York, 26. ožujka 1942.), rođena kao Erica Mann, poznata je američka spisateljica. 
Udavala se četiri puta. Njezin je najpoznatiji roman "Strah od letenja" iz 1973. godine. Prozvana je "ženskim Henryjem Millerom" zbog načina na koji opisuje žensku seksualnost. Propituje službenu inačicu događaja 11. rujna 2001.